# ادبیات شفاهی آذربایجان
ادبیات شفاهی آذربایجانی (در ترکی آذربایجانی: Azərbaycan şifahi xalq ədəbiyyatı)قسمتی از ادبیات مردمان آذربایجانی، باورهای عامه، افسانه‌ها، داستان‌ها، موسیقی، ضرب‌المثل‌ها و رسوم‌های دهان به دهان یا سینه به سینه یا نسل به نسل از نسل‌های گذشته بجا مانده گفته می‌شود.بایاتی قسمتی از ژانرهای مهم در ادبیات شفاهی مردم آذربایجان است در این سبک مضامین عمیق فلسفی، تاریخی، دینی، اخلاقی و لیریک در مصراع‌های کوتاه بیان می‌شود.

## معرفی
ادبیات بسیار گسترده شفاهی و زنده‌ای در آذربایجان رایج است. این ادبیات شامل منظومه ها، اشعار، بیاتی ها، ترانه‌ها و غیره می‌شود. یکی از خصایص این ادبیات حالت پویائی و متغیر این ادبیات است. عاشق‌ها بنا به موقعیت‌های مختلف اجتماعی و زمانی ابعاد جدیدی به این حماسه‌ها یا داستان‌های رمانتیک اضافه می‌کنند و در نتیجه زبان این داستان‌ها و مضوع آنها در حد امکان همراه با تحولات جامعه پیش می‌رود ولی عناصر و شخصیت‌های اصلی آنها در بطن منتقل می‌شود. خصوصیت دیگر این ادبیات نزدیکی قهرمانها و شخصیت نقشها به آمال و آرزوهای توده‌های مردم است، چنان‌که گاه آنها در نقش قهرمانی مردمی همچون کوراوغلی هستند که با خانهای ظالم در می‌افتد یا در نقش یک عاشیق هنرمندی که دلباخته دختر خان شده. یکی از نقشهای اصلی این داستانها انتقال ارزشهای اخلاقی و احیای هویت گروهی هستند. تأثیر این ادبیات در سده‌های پیشین کمتر از تأثیر دین و فرهنگ عامه در ایجاد سجایای اخلاقی و تربیتی نبوده است. البته با تأثیر روز افزون آموزشهای رسمی و رسانه‌های عمومی این تأثیر را کمتر نموده.

## منظومه‌ها
منظومه‌هایی همچون کور اوغلو، اصلی و کرم، عاشیق غریب، شاه صنم عمدتاً به وسیله نوازندگان مردمی آذربایجان عاشیق‌ها نقل می‌شوند. بسیاری از داستان‌ها مانند کور اوغلو مربوط به اسطوره‌ها و حماسه‌های قدیمی قبایل ترک است که با تغییرات اندکی در بعضی از دیگر زبان‌های ترکی نیز و جود دارند.

## شعرها و دوبیتی‌ها
قسمت دیگر این ادبیات شامل اشعار، و دو بیتیها است که به آذربایجانی بیاتی نامیده می‌شوند. تعداد بسیار زیادی ترانه، متل و افسانه نیز سینه به سینه در طول قرن‌ها از نسلی به نسل دیگر منتقل گشته است.
در جمهوری آذربایجان این ادبیات به نحو علمی تحقیق و تا حدودی ثبت شده. شمار این گونه پژوهش‌ها در ایران چندان زیاد نبوده است. این بدین دلیل بوده که در آذربایجان ایران، تعلیم و آموزش به زبان آذری در مدارس ممنوع است و آگاهی نوشتاری نیز بدین سبب از زبان مادری اندک می‌باشد.